# Filosofia antica
Questa pagina contiene un elenco di collegamenti relativi alla filosofia antica.

## Storia della filosofia
- Filosofia greca
  - Accademia di Atene
  - Scuola di Alessandria
- Filosofia latina
- Filosofia medievale

## I filosofi
La filosofia occidentale nasce nelle colonie marinare fondate dai Greci nel loro moto di espansione verso l'Asia Minore e l'Italia meridionale.
VI secolo a.C.
- I milesi: Talete, Anassimandro, Anassimene
- Pitagora e la scuola pitagorica
- Senofane

V secolo a.C.
- Eraclito
- Parmenide e la scuola eleatica
- Zenone di Elea
- Empedocle
- Anassagora
- Protagora, Gorgia e la sofistica
- Socrate
- Democrito, Leucippo e l'atomismo
- Sofistica

IV secolo a.C.
- Platone e l'Accademia
- Aristotele e il Liceo
- Pirrone e lo scetticismo
- Il Cinismo

III secolo a.C.
- Epicuro
- Zenone di Cizio e la stoa

II secolo a.C.
- Carneade
- Panezio

I secolo a.C.
- Posidonio
- Cicerone
- Lucrezio
- Enesidemo

I secolo
- Filone di Alessandria
- Seneca
- Agrippa

II secolo
- Plutarco
- Epitteto
- Marco Aurelio (121 - 180)

III secolo
- Clemente e Origene
- Plotino e il neoplatonismo
- Sesto Empirico

IV secolo
- Giamblico

V secolo
- Agostino d'Ippona
- Proclo
- Dionigi pseudo-Areopagita